# 6493 Cathybennett
A 6493 Cathybennett (ideiglenes jelöléssel 1992 CA) egy kisbolygó a Naprendszerben. Eleanor F. Helin fedezte fel 1992. február 2-án.